# Janice Litman-Goralnick
Janice Litman-Goralnick, geboren als Janice Hosenstein, is een personage uit de sitcom Friends. Ze is de ex-vriendin van Chandler Bing en Ross Geller. Ze heeft een nogal luide, nasale en irritant klinkende, opvallende stem met een sterk New Yorks accent. Haar standaardzinnetje is OH..... MY..... GOD! Ze werd gespeeld door Maggie Wheeler.

## Biografie
Chandler en Janice hebben een knipperlichtrelatie. In het eerste seizoen maakt Chandler het al een aantal keer uit met Janice. Als hij later nog een keer iets dreigt te krijgen, wil hij het "preventief uitmaken". Omdat hij niet goed weet wat hij moet zeggen, zegt hij dat hij voor zijn werk naar Jemen gestuurd wordt (om precies te zijn: Jemenstraat 15, Jemen). Als Ross hoort dat zijn ex-vrouw gaat trouwen, belandt hij ook met Janice, die nog steeds gelooft dat Chandler in Jemen is, in bed.
De huisgenoot van Chandler, Joey, ergert zich mateloos aan Janice. Hij heeft als hij haar ziet behoefte om zijn arm van zijn lichaam te rukken, om maar iets te hebben om naar haar te gooien. (Hijzelf noemt dit overigens geen 'haat'.) Ook ziet hij het als een enorme prestatie om een dag met Janice te hebben doorgebracht zonder haar vermoord te hebben. Chandler mag haar ook niet erg, en als hij eenmaal met Monica getrouwd is, dreigt Janice tegenover ze te komen wonen. Het enige dat Chandler erger lijkt, is dat de Hitlers tegenover ze komen wonen.
Janice kwam in totaal in 18 afleveringen van Friends voor. Als je haar stem op het cassettebandje in seizoen 6 meerekent, is ze een van de weinigen buiten de zes Friends die in elk seizoen voorkomt. De anderen zijn Jack en Judy Geller (de ouders van Monica en Ross) en Gunther, de barman van Central Perk.
Bedenkers: Marta Kauffman · David Crane 

Friends: Rachel Green (Jennifer Aniston) · Monica Geller (Courteney Cox) · Ross Geller (David Schwimmer) · Phoebe Buffay (Lisa Kudrow) · Chandler Bing (Matthew Perry) · Joey Tribbiani (Matt LeBlanc)

Nevenpersonages: Gunther (James Michael Tyler) · Janice Litman-Goralnick (Maggie Wheeler) · Mike Hannigan (Paul Rudd) · Ben Geller (Cole Sprouse) · Jack Geller (Elliott Gould) · Judy Geller (Christina Pickles)

Titelsong: The Rembrandts - I'll Be There for You 

Spin-off: Joey (afleveringen)

Overig: Central Perk · gastrollen · afleveringen